# Raïon de Pitkiaranta
Le raïon de Pitkäranta (russe : Питкярантский район, carélien:Pitkärannan piiri) est l'un des seize raïons de la république de Carélie en Russie.

## Description
Le raïon est situé en bordure du lac Ladoga sur l'embouchure du fleuve Tulemajoki.
La superficie du raïon est de 2 253 km2.
Son centre administratif est la ville de Pitkäranta.

## Communes
Le raïon était formé d'une commune urbaine et de 4 communes rurales jusqu'en 2023 : 
- Harlu
- Impilahti
- Läskelä
- Pitkäranta
- Salmi

## Géographie
Le raïon de Pitkäranta borde la zone urbaine de Sortavala à l'ouest, le raïon de Suojärvi au nord, le raïon de Prääsä au nord-est, le raïon d'Aunus à l'est et le lac Ladoga au sud. 
Le centre administratif du raïon de Pitkäranta est la ville de Pitkäranta.

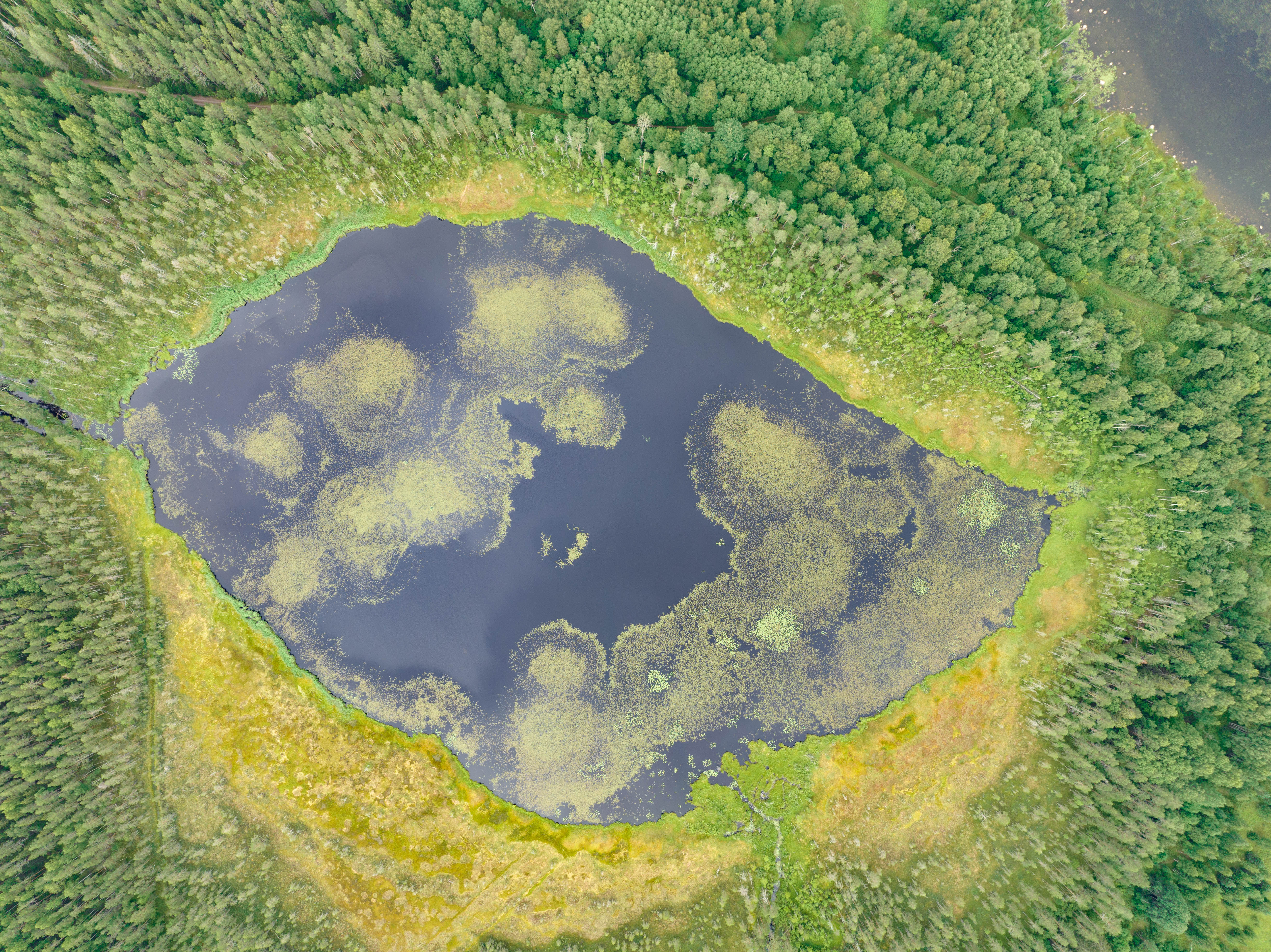
Le lac Myllylampi, dans le raïon de Pitkäranta, au cours d'une efflorescence algale. Juillet 2022.

## Politique et administration

### Statut
Le raïon est un des seize raïons de la république de Carélie, dans le district fédéral du Nord-Ouest. Son statut est un okroug municipal, et ne comporte ainsi aucune municipalité à l'intérieur de lui,.

### Tendances politiques
| Scrutin             | 1er tour | 1er tour | 1er tour | 1er tour | 1er tour | 1er tour | 1er tour | 1er tour | 1er tour | 1er tour | 1er tour | 1er tour | 2d tour                  | 2d tour                  | 2d tour                  | 2d tour                  | 2d tour                  | 2d tour                  | 2d tour                  | 2d tour                  |
| Scrutin             | 1er      | 1er      | %        | 2e       | 2e       | %        | 3e       | 3e       | %        | 4e       | 4e       | %        | 1er                      | %                        | 2e                       | %                        | 3e                       | %                        | 4e                       | %                        |
| ------------------- | -------- | -------- | -------- | -------- | -------- | -------- | -------- | -------- | -------- | -------- | -------- | -------- | ------------------------ | ------------------------ | ------------------------ | ------------------------ | ------------------------ | ------------------------ | ------------------------ | ------------------------ |
| Présidentielle 2012 |          | ER       | 56,44    |          | KPRF     | 18,00    |          | SE       | 9,65     |          | LDPR     | 7,98     | Victoire au premier tour | Victoire au premier tour | Victoire au premier tour | Victoire au premier tour | Victoire au premier tour | Victoire au premier tour | Victoire au premier tour | Victoire au premier tour |
| Gouvernorale 2017   |          | ER       | 67,62    |          | SRZP     | 15,11    |          | KPRF     | 11,74    |          | LDPR     | 3,33     | Victoire au premier tour | Victoire au premier tour | Victoire au premier tour | Victoire au premier tour | Victoire au premier tour | Victoire au premier tour | Victoire au premier tour | Victoire au premier tour |
| Présidentielle 2018 |          | ER       | 73,81    |          | KPRF     | 13,60    |          | LDPR     | 6,70     |          | GRANI    | 1,81     | Victoire au premier tour | Victoire au premier tour | Victoire au premier tour | Victoire au premier tour | Victoire au premier tour | Victoire au premier tour | Victoire au premier tour | Victoire au premier tour |

## Démographie
Recensements (*) ou estimations de la population
| 2002*  | 2009   | 2010   | 2011   | 2013   | 2015   | 2017   |
| ------ | ------ | ------ | ------ | ------ | ------ | ------ |
| 10 497 | 22 054 | 19 895 | 19 916 | 19 229 | 18 490 | 18 042 |

| 2019   | 2021   | 2023   | - | - | - | - |
| ------ | ------ | ------ | - | - | - | - |
| 17 390 | 16 895 | 14 735 | - | - | - | - |